# 5 février 1990
Le lundi 5 février 1990 est le 36e jour de l'année 1990.

## Naissances
- Ásta Helgadóttir, femme politique islandaise
- Alexandra Grande, karatéka péruvienne
- Axel Allétru, nageur handisport français
- Ben Hill, coureur cycliste australien
- David Denton, joueur de rugby
- Dmitri Andreïkine, joueur d'échecs russe
- Douglas Hedin, skieur alpin suédois
- Femke Hermans, Boxeuse belge
- Giulio Donati, footballeur italien
- Haruna Niyonzima, joueur de football rwandais
- Ielena Chpak, volleyeuse russe
- Jordan Rhodes, joueur de football britannique
- Karolina Naja, kayakiste polonaise
- Khouloud Hlimi Moulahi, boxeuse tunisienne
- Kim Ji-Soo, chanteur sud-coréen
- Lars Gerson, joueur de football luxembourgeois
- Olha Bibik, athlète ukrainienne
- Oussema Boughanmi, handballeur tunisien
- Rabia Eroğlu, volleyeuse turque
- Takashi Kanai, footballeur japonais
- Thomas Sprengers, coureur cycliste belge
- Víctor Aravena, athlète chilien

## Décès
- Dorothy Parke (née le 29 juillet 1904), Compositrice britannique
- Friedrich Press (né le 7 septembre 1904), sculpteur allemand
- José Antonio de Albert (né en 1910), aristocrate et industriel espagnol
- Joseph Mauclair (né le 9 mars 1906), cycliste français
- King Perry (né le 10 octobre 1914), musicien américain
- Père Marie-Benoît (né le 30 mars 1895), prêtre capucin, protecteur des Juifs, Juste parmi les nations
- Seldon Truss (né le 21 août 1892), scénariste britannique

## Événements
- République démocratique allemande : le premier ministre Hans Modrow forme un nouveau gouvernement, dit de « responsabilité nationale », élargi aux partis d'opposition. Le parti communiste, renommé Parti du socialisme démocratique n'a plus que 16 ministres au lieu de 35 auparavant.
- Union soviétique : durant trois jours, plénum du Comité central du PCUS, lors duquel Mikhaïl Gorbatchev propose deux réformes majeures : l'abolition du rôle dirigeant du parti et l'adoption d'un régime présidentiel.

- Sortie du film danois La Danse des ours polaires
- Sortie de l'album Le Baiser du groupe Indochine
- Début du Tournoi du Kansas 1990